# Heimspiel
Pour plus de détails, voir Fiche technique et Distribution.
Heimspiel (littéralement : Avantage du terrain) est un film documentaire allemand sur le hockey sur glace, écrit et réalisé par Pepe Danquart et sorti en 2000.

## Synopsis
Le film fait un portrait du club de hockey sur glace de Berlin Eisbären Berlin et de ses fans. Le club, anciennement connu sous le nom de SC Dynamo Berlin, est l'une des rares équipes sportives de la RDA qui réussit toujours après la réunification allemande. Le derby local contre le club de hockey sur glace de Berlin-Ouest Capitals est un match crucial pour le club et ses fans.
Le film prend le club comme exemple pour se concentrer sur la connexion entre le sport et ses fans car Eisbären Berlin est devenu un symbole de leur identité et de leur histoire pour de nombreux fans. Dans la victoire d'un club, les fans peuvent échapper un court instant à leur condition.

## Fiche technique
- Titre original : Heimspiel
- Titre français : Heimspiel
- Réalisation : Pepe Danquart
- Scénario : Pepe Danquart
- Photographie : Michael Hammon (de)
- Montage : Mona Bräuer
- Musique : Walter W. Cikan, Eddi Siblik
- Pays d'origine : Allemagne
- Langue originale : allemand
- Format : couleur
- Genre : Documentaire
- Durée : 101 minutes[1]
- Dates de sortie :  
  - Allemagne : 17 février 2000 (Berlin International Film Festival)

## Production
Le film a été tourné du 1er novembre 1998 au 30 avril 1999 à Berlin et à Moscou

## Distribution
- Helmut Berg : lui-même
- Jörg Beslé : lui-même (leader of fan stewards)
- Liselotte Beutner : lui-même (young talent's coach)
- Mike Bullard : lui-même (avant)
- Uffta Claasen : lui-même (fan)
- Ivon Corriveau : lui-même
- Ralf Czygan : lui-même (fan, drummer)
- Harry Ellbracht : lui-même
- Sven Felski : lui-même
- Lorenz 'Lenz' Funk : lui-même (Manager of EHC)
- Günther Gasch : lui-même (former Dynamo official)
- Bernd Karrenbauer (de) : lui-même (property manager)
- Hartmut Nickel : lui-même
- Dietmar Peters : lui-même

## Récompenses et distinctions
- cérémonie du Deutscher Filmpreis 2000 : Deutscher Filmpreis du meilleur réalisateur pour Pepe Danquart

### Voir autres prix
- (en) Heimspiel : Awards, sur l'Internet Movie Database